# Oscar Mason
Oscar Mason (Varese, 25 de mayo de 1975) fue un ciclista italiano profesional del 1998 al 2005. Su mayor éxito for lo Giro de los Abruzos de 2003.

## Palmarés
1997
- Campeón de Italia sub-23 en ruta
- 1º en el Girobio
- 1º en el Gran Premio Palio del Recioto
- Vencedor de 2 etapas del Triptyque ardennais

2003
- 1º en el Giro de los Abruzos

### Resultados al Giro de Italia
- 1998. Abandona (14.ª etapa)
- 1999. 25.º de la clasificación general
- 2002. 56.º de la clasificación general
- 2003. Abandona (11.ª etapa)
- 2004. 30è de la clasificación general

### Resultados a la Vuelta en España
- 2003. No sale (4a etapa)
- 2005. Abandona (4a etapa)